# Ford Escort RS 1600
La Ford Escort RS 1600 è la versione sportiva della Ford Escort, progettata per partecipare a svariate tipologie di competizioni sia rallistiche che su circuito, principalmente per partecipare al Campionato internazionale costruttori e Campionato del mondo rally, campionato in cui ha gareggiato dal 1970 al 1974.

## Profilo e contesto

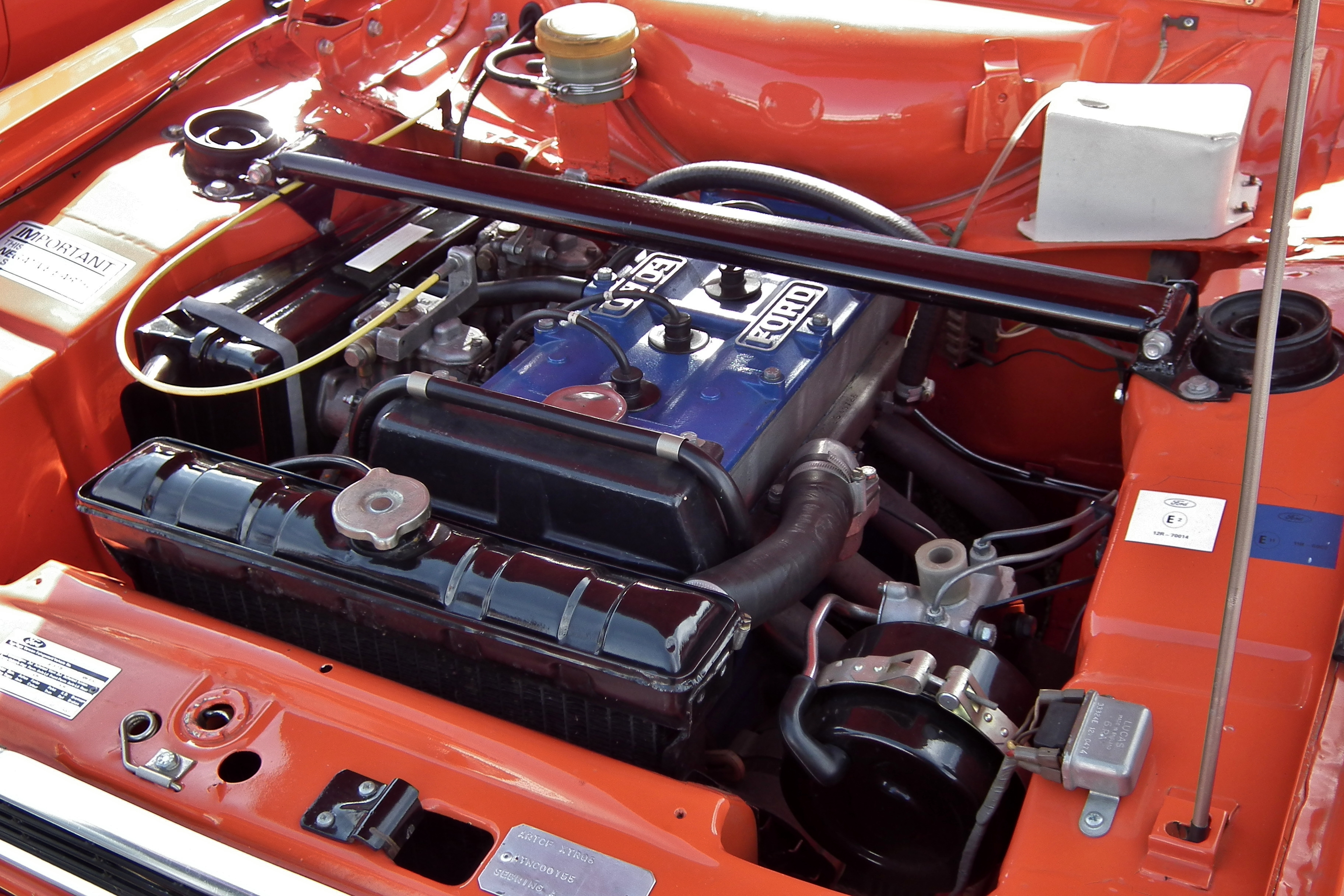
Vista del motore

Lanciata nel gennaio 1970, inizialmente molte componenti derivano dalla Escort Twin Cam, ma ad eccezione del motore che differisce mantenendo lo stesso basamento "Crossflow" della 1600 montata sulla Capri e Cortina ma con pistoni, testata e distribuzione differenti forniti dalla Cosworth. I primi 300 esemplari sono stati assemblati a Halewood, ma successivamente la produzione è stata spostata il 2 novembre 1970 nella sede della "Advanced Veichcle Operation" (AVO) a South Ockendon nel Essex. Nel 1972 il motore ha subìto alcune modifiche, in special modo al monoblocco.
Caratteristica principale della vettura è proprio il motore Cosworth BDA (acronimo di Belt Drive A Series, prima applicazione su una autovettura di origine stradale del motore Cosworth) da 1,6 litri con distribuzione a doppio albero a camme in testa con 16 valvole, quattro per cilindro e alimentazione mediante due carburatori doppio corpo.
La prima in una competizione rallistica è giunta nel 1972	al Kenya Safari Rally con alla guida Hannu Mikkola.
Vettura poliedrica, ha ottenuto vari successi anche su asfalto e circuito, vincendo nel 1974 il Campionato europeo turismo.
La vettura è stata anche impiegata nel rallycross, vincendo l'edizione inaugurale del 1973 del Rallycross di Svezia. All'epoca del suo impiego nelle competizioni, era considerata tra le vetture da rally di maggior successo di tutto i tempi.

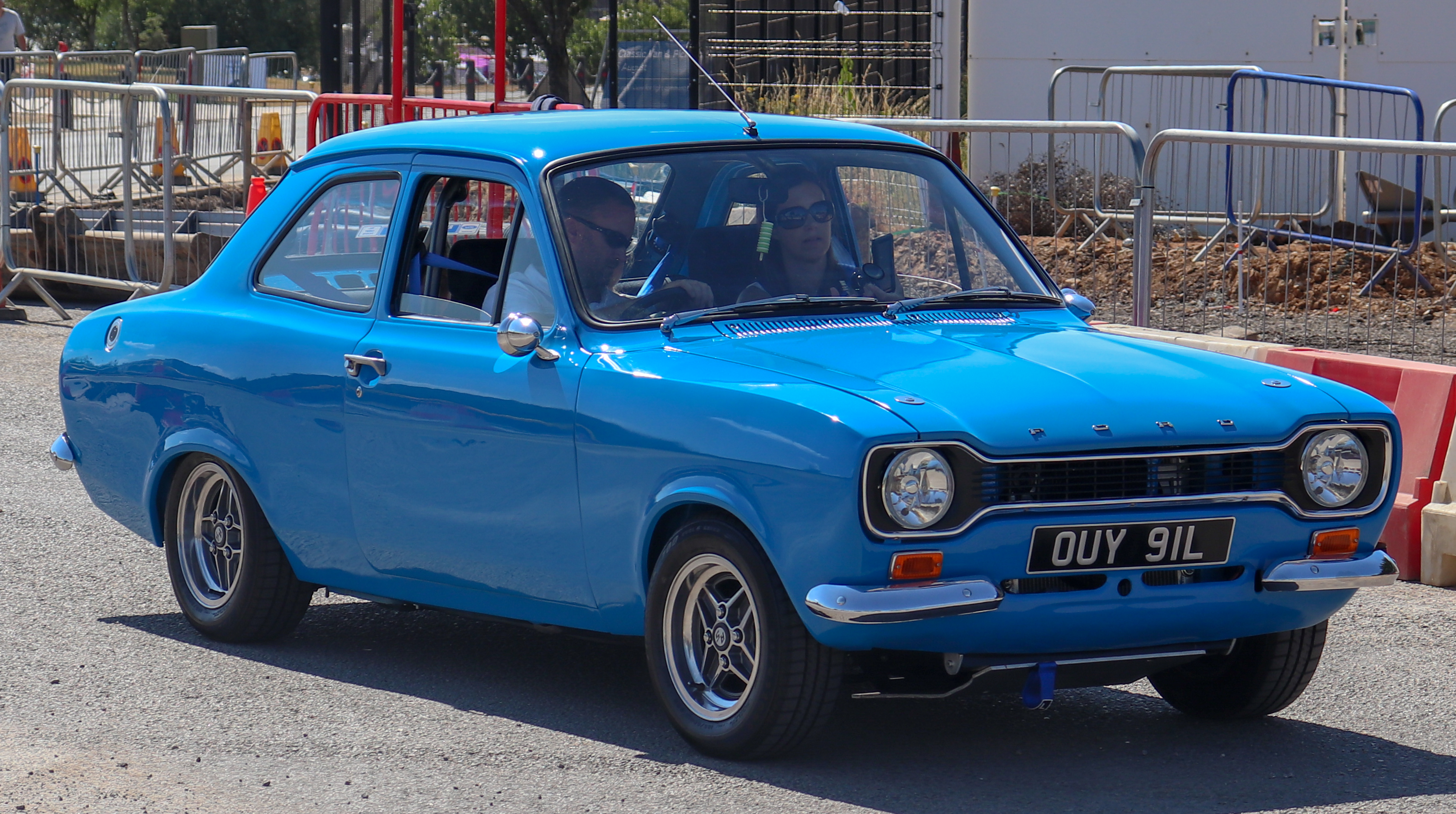
RS1600 stradale

È stata la prima vettura Ford a fregiarsi della dicitura RS (Rally Sport), nonché la prima vettura appositamente realizzata per competere nei rally.

## Vettura stradale
La versione stradale è prodotta dal 1969 al 1975, dotata di un motore siglato BDA da 1601 cm³, con doppio albero a camme in testa  a 4 valvole per cilindro (per un totale di 16) azionati da una cinghia dentata che erogava circa 120 CV erogati a 6500 giri/min. Il motore ha misure rispettivamente di 80,97 mm per l'alesaggio e di 77,92 mm per la corsa, con un rapporto di compressione di 10:1.

## Palmarès

### Turismo
Campionati
- Campionato europeo turismo - 1974
- Deutsche Rennsport Meisterschaft - 1973, 1974, 1975, 1976

Gare
- Gran Premio delle Vetture Turismo - 1974

### Rally
Campionati

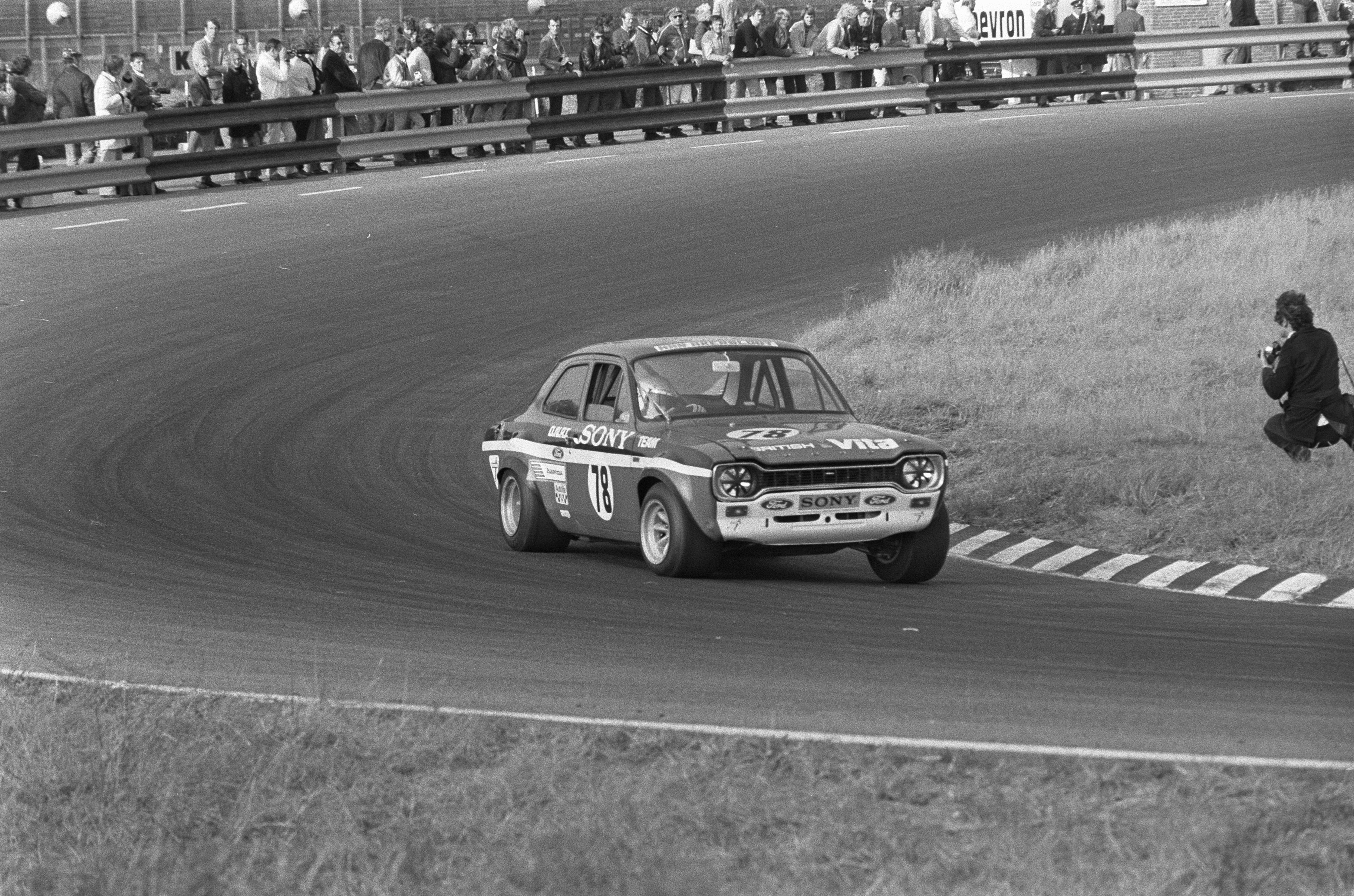
RS1600 a Zandvoort nel 1971

- Campionato europeo rallycross 1973[6]
- 3º posto al Campionato del mondo rally 1973 e 1974
- Campionato britannico rally - 1971, 1972, 1973, 1974

Gare
- Rally Safari - 1972[7]
- Rally artico - 1973
- Rally di Finlandia - 1973, 1974
- Rally di Gran Bretagna - 1972, 1973, 1974
- London-Mexico World Cup Rally - 1970
- Rally di Madera - 1975

### Vittorie nel campionato rally
La RS1600 ha ottenuto 6 vittorie nei rally, conquistate tutte a cavallo tra il 1970 al 1974 nel Gruppo 4.
| Anno | Rally                  | Pilota        |
| ---- | ---------------------- | ------------- |
| 1972 | Safari Rally           | Hannu Mikkola |
| 1972 | Rally RAC              | Roger Clark   |
| 1973 | Rally di Finlandia     | Timo Mäkinen  |
| 1973 | Rally di Gran Bretagna | Timo Mäkinen  |
| 1974 | Rally di Finlandia     | Ove Andersson |
| 1974 | Rally di Gran Bretagna | Timo Mäkinen  |